# Amara concinna
Amara concinna är en skalbaggsart som beskrevs av Zimmermann 1832. Amara concinna ingår i släktet Amara, och familjen jordlöpare. Arten har ej påträffats i Sverige.